# Hold It Down
Albums de Das EFX
Straight Up Sewaside
(1993) Generation EFX
(1998)
Singles
1. Real Hip Hop
Sortie : 1995
2. Microphone Master
Sortie : 1996

Hold It Down est le troisième album studio de Das EFX, sorti le 26 septembre 1995.
L'album s'est classé 4e au Top R&B/Hip-Hop Albums et 22e au Billboard 200.

## Liste des titres
| No  | Titre                                                                          | Auteur                                               | Contient un (des) sample(s) de | Durée |
| --- | ------------------------------------------------------------------------------ | ---------------------------------------------------- | --- | ----- |
| 1.  | Intro (Once Again) (Produit par Peter Lewis)                                   | A. Weston, W. Hines                                  | | 1:08  |
| 2.  | No Diggedy (Produit par DJ Premier)                                            | A. Weston, W. Hines, C. Martin                       | Hummin' du Roy Ayers Ubiquity Dirty Feet du Daly-Wilson Big Band | 4:03  |
| 3.  | Knockin' Niggaz Off (Produit par Easy Mo Bee)                                  | A. Weston, W. Hines, O. Harvey Jr.                   | Change the Beat (Female Version) de Beside Supa Star de Group Home | 3:24  |
| 4.  | Here We Go (Produit par Solid Scheme)                                          | A. Weston, W. Hines                                  | Spread Love (Remix) de The 45 King and Take 6 The Big Beat de Billy Squier | 4:05  |
| 5.  | Real Hip Hop (Original Version) (Produit par DJ Premier)                       | A. Weston, W. Hines, C. Martin                       | The Creator Has a Master Plan de Norman Connors Papa Was Too de Joe Tex One Time 4 Your Mind de Nas L'eggo My Eggo d'Eggo (1972)                                                                         | 4:09  |
| 6.  | Here It Is (Produit par Kevin Geeda)                                           | A. Weston, W. Hines, K. Geeda, J. Bishop, G. Jenkins | Blue Prelude de Nina Simone You Can Fly des Sons of Champlin | 4:59  |
| 7.  | Microphone Master (Produit par Easy Mo Bee)                                    | A. Weston, W. Hines, O. Harvey Jr.                   | Scratchin' de The Magic Disco Machine Straight Out the Sewer de Das EFX Here We Go (Live at the Funhouse) de Run–DMC                                                                                     | 4:30  |
| 8.  | 40 & a Blunt (Produit par Easy Mo Bee)                                         | A. Weston, W. Hines, O. Harvey Jr.                   | Slow Down de Brand Nubian Change the Beat (Female Version) de Beside | 3:17  |
| 9.  | Buck-Buck (Produit par Das EFX)                                                | A. Weston, W. Hines                                  | The Big Beat de Billy Squier | 3:12  |
| 10. | Intro                                                                          |                                                      | | 0:09  |
| 11. | Can't Have Nuttin' (Produit par Soul G.)                                       | A. Weston, W. Hines, G. Stevens                      | | 5:34  |
| 12. | Alright (Produit par Easy Mo Bee)                                              | A. Weston, W. Hines, O. Harvey Jr.                   | Ode to Billie Joe de Lou Donaldson Different Strokes de Syl Johnson | 4:23  |
| 13. | Hold It Down (Produit par Easy Mo Bee)                                         | A. Weston, W. Hines, O. Harvey Jr.                   | Slum Creeper de Quincy Jones | 4:47  |
| 14. | Dedicated (Produit par DJ Clark Kent)                                          | A. Weston, W. Hines, R. Franklin                     | Lock It in the Pocket de Grover Washington, Jr. | 3:46  |
| 15. | Ready to Rock Rough Rhymes (featuring Solid Scheme – Produit par Solid Scheme) | A. Weston, W. Hines, C. Charity, D. Lynch            | Get Down Tonight de KC & the Sunshine Band Hardcore d'EPMD featuring Redman | 4:34  |
| 16. | Represent the Real (featuring KRS-One – Produit par Showbiz)                   | A. Weston, W. Hines, K. Parker                       | We Run Things (It's Like Dat) de Da Bush Babees Change the Beat (Female Version) de Beside | 3:19  |
| 17. | Comin' Thru (Produit par DJ Scratch)                                           | A. Weston, W. Hines, G. Spivey                       | Get Out of My Life, Woman d'Iron Butterfly | 3:32  |
| 18. | Hardcore Rap Act (Produit par Solid Scheme)                                    | A. Weston, W. Hines, C. Charity, D. Lynch            | Why Can't People Be Colors Too? des Whatnauts Warrior's Drum de King Just Impeach the President des Honey Drippers Mama Said Knock You Out de LL Cool J I'm Mad d'EPMD I Ain't No Joke d'Eric B. & Rakim | 4:30  |
| 19. | Bad News (featuring PMD – Produit par DJ Scratch)                              | A. Weston, W. Hines, G. Spivey                       | Fake Homeyz de PMD | 2:20  |
| 20. | Real Hip Hop (Pete Rock Remix) (Produit par Pete Rock)                         | A. Weston, W. Hines, P. Phillips                     | Rebirth de Gershon Kingsley The Bridge de MC Shan | 3:58  |